# 엘리즈 가티엔
엘리즈 가티엔(Elise Gatien, 1988년 7월 ~ )은 캐나다의 배우, 모델이다.
캠루프스에서 태어났다.

## 방송
- 아이 좀비

## 영화
- 어 퍼펙트 웨딩 (2015년)
- 로스트 애프터 다크 (2015년)
- 그레이의 50가지 그림자 (2015년) - 바의 젊은 여자 역
- 윔피키드 3 (2012년) - 매디슨 역
- 인 더 랜드 오브 우먼 (2007년)